# Thomas Grey (2e marquis de Dorset)
Thomas Grey, 2e marquis de Dorset (22 juin 1477 - 10 octobre 1530) est un pair anglais, courtisan, militaire et propriétaire terrien.

## Jeunesse
Gray est le troisième fils et héritier de Thomas Grey (1er marquis de Dorset) (1455-1501), à cette époque le seul marquis d'Angleterre, et de sa femme, Cecily Bonville, la fille et héritière de William Bonville, 6e baron Harington d'Aldingham. Sa mère est suo jure 7e baronne Harington d'Aldingham et 2e baronne Bonville, et l'héritière la plus riche d'Angleterre. Le premier marquis est le fils aîné d'Élisabeth Woodville, un beau-fils du roi Édouard IV et un demi-frère du roi Édouard V.
Selon certains rapports, le jeune Grey fréquente la Magdalen College School d'Oxford et il aurait été proche (soit à l'école, soit en privé) du futur cardinal Wolsey.
Le père de Grey est opposé au roi Richard III, et après que l'aîné Thomas ait rejoint la rébellion ratée de Buckingham en 1483, le père et le fils s'enfuient en Bretagne, rejoignant Henry Tudor. Cinq mois après que Richard ait perdu la couronne au profit d'Henri à la Bataille de Bosworth le 22 août 1485, le nouveau roi épouse la demi-sœur de Dorset Élisabeth d'York, mais Henri VII se méfie de Dorset, qu'il emprisonne pendant la rébellion de Lambert Simnel de 1487. En 1492, Dorset est tenu de donner des garanties de loyauté à la couronne et de faire du jeune Thomas Grey un pupille du roi.

## Courtisan

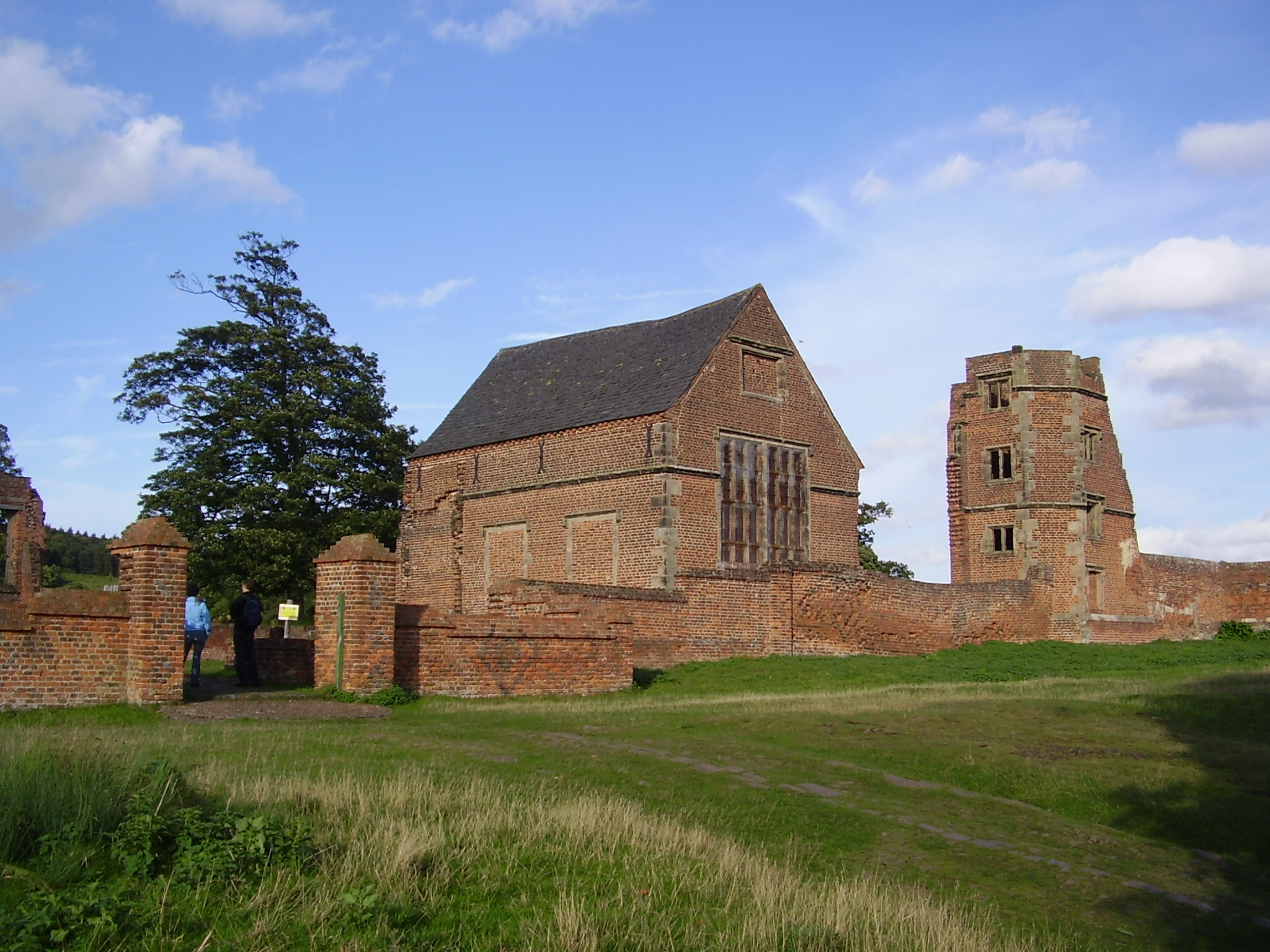
Les vestiges de la maison de Dorset à Bradgate Park

Parmi les relations les plus proches de la reine d'Angleterre, Grey et ses jeunes frères Leonard et Edward sont les bienvenus à la cour et deviennent des courtisans et plus tard des soldats. En 1494, Grey est fait chevalier du Bain et en 1501 chevalier de la Jarretière. Toujours en 1501, son père meurt et le jeune Thomas hérite de ses titres et de certains de ses domaines. Cependant, une grande partie des terres du premier marquis vont à sa veuve et non à son fils, qui n'entre dans son héritage complet qu'à la mort de sa mère en 1529, peu de temps avant sa propre mort.
Plus tard en 1501, il est « répondeur en chef » au mariage d'Arthur, prince de Galles et de Catherine d'Aragon et reçoit une rose Tudor en diamant et rubis lors d'un tournoi de la cour. Mais en 1508, il est envoyé à la Tour de Londres, puis dans une prison de Calais, soupçonné de complot contre Henri VII. Bien qu'il soit sauvé de l'exécution en 1509 par l'avènement du roi Henri VIII, Grey est déclaré hors la loi et perd ses titres. Cependant, plus tard en 1509, il est gracié et renvoyé à la cour, et est convoqué au parlement en tant que baron Ferrers de Groby. En 1511, il est titré marquis de Dorset.
À partir de 1509, Dorset est à nouveau un courtisan actif et participe avec grande distinction à de nombreux tournois de la cour, une fois en mars 1524, tuant presque le roi,.
En 1511, Dorset vend des terres près d'Althorp, dans le Northamptonshire, à John Spencer. La vente comprend les villages de Little Brington et Great Brington, ainsi que leur église paroissiale de St Mary the Virgin.
En 1514, avec Charles Brandon (1er duc de Suffolk), Dorset escorte la fille d'Henri VII, la princesse Mary en France pour son mariage avec le roi Louis XII,.
Dorset possède des terres dans seize comtés anglais et est juge de paix pour plusieurs d'entre eux. En 1516, lors d'une rivalité dans le Leicestershire avec George, le baron Hastings et Richard Sacheverell, Dorset augmente illégalement sa suite à la cour et est traduit devant la Chambre étoilée et la Cour du banc du Roi,. Dans le cadre de cette rivalité, il agrandit considérablement sa maison ancestrale à Bradgate, Leicestershire,.
En 1520, au Camp du Drap d'Or, Dorset porte l'épée d'État. En 1521, il rencontre l'empereur du Saint-Empire romain germanique Charles V à Gravelines sur la côte française et l'escorte lors d'une visite en Angleterre. Il participe à l'animation de la cour en entretenant une compagnie d'acteurs.
En 1521, Dorset siège au jugement du duc de Buckingham, bien qu'il lui soit apparenté par alliance,. Après la mort de son père, la mère de Dorset épouse un frère du duc. Henry VIII récompense Dorset avec trois des manoirs de Buckingham.
Du 17 juin 1523 jusqu'à sa mort en 1530, Dorset est juge à Eyre au sud de la Trent. A ce titre, il préside le siège triennal de la Cour de justice, qui traite des questions de droit forestier.
En 1524, la querelle du Dorset dans le Leicestershire avec Lord Hastings se transforme en un combat entre des centaines d'hommes, et le cardinal Wolsey passe à l'action,. Les deux rivaux doivent mettre en place une caution pour bonne conduite de mille livres, et Dorset est envoyé au Pays de Galles en tant que Lord Master du conseil de la princesse Mary.
En 1528, Dorset devient connétable du Château de Warwick et en 1529 du Château de Kenilworth.
En 1529, rappelant son rôle de « répondeur en chef » au mariage d'Arthur, prince de Galles, Dorset est un témoin critique en faveur du divorce d'Henri VIII avec Catherine d'Aragon. Il soutient fortement l'affirmation du roi selon laquelle le mariage d'Arthur et Catherine a été consommé.
En 1530, dans les derniers mois de sa vie, il assiste le roi dans la condamnation du cardinal Wolsey.

## Carrière militaire
En 1512, pendant la guerre de la Ligue de Cambrai, Dorset mène une expédition militaire anglaise infructueuse en France pour reconquérir l'Aquitaine, que l'Angleterre a perdue pendant la guerre de Cent Ans. Ferdinand d'Aragon ne donne aucun des appuis qu'il avait promis. Tandis que Ferdinand tarde et tente de persuader Dorset de l'aider à attaquer la Navarre au lieu de l'Aquitaine, la nourriture, la bière et la solde de l'armée anglaise s'épuisent, beaucoup prennent du vin et tombent malades, et l'armée se révolte. De retour en Angleterre, Dorset doit faire face à un procès.
En 1513, il combat au siège de Tournai et à la bataille de Guinegate (également connue sous le nom de bataille des Spurs), et combat à nouveau en 1523 aux frontières écossaises. Tout cela lui donne l'occasion de réparer la débâcle d'Aquitaine. Pour aider Dorset à traiter avec les Écossais, il est nommé Gardien des Marches, restauré au Conseil privé, et devient un gentleman de la chambre,.

## Famille
Grey est le fils et l'héritier de Thomas Grey (1er marquis de Dorset) (c. 1456-1501), et sa femme, Cecily Bonville, fille et héritière de William Bonville, 6e baron Harington d'Aldingham et de Catherine Neville (1442-1503) et petite-fille d'Alice Neville, 5e comtesse de Salisbury (1407-1462). Les oncles maternels de Cecily Bonville sont Richard Neville (16e comte de Warwick) (appelé « Warwick le faiseur de roi »), John Neville (1er marquis Montagu) et George Neville, archevêque d'York et chancelier d'Angleterre, tandis que ses tantes ont épousé Henry de Beauchamp, 1er duc de Warwick, William FitzAlan, 16e comte d'Arundel, Thomas Stanley (1er comte de Derby), et John de Vere (13e comte d'Oxford). Cecily Bonville succède à son père en tant que baronne Harington en 1460, et deux mois plus tard succède à son arrière-grand-père William Bonville en tant que baron Bonville. Après la mort de son premier mari, Cecily Bonville épouse le cousin germain de son défunt mari, Henry Stafford (1er comte de Wiltshire), le fils cadet de Henry Stafford (2e duc de Buckingham) et de Catherine Woodville, la tante de Dorset .
Les grands-parents paternels du jeune Thomas Grey sont la reine Élisabeth Woodville (vers 1437–1492) et son premier mari, John Gray de Groby (vers 1432–1461), fils et héritier d'Elizabeth Ferrers, Lady Ferrers de Groby, donc son père le premier marquis est un beau-fils du roi Édouard IV et un demi-frère du roi Édouard V. Son grand-père Sir John Grey est tué à la Seconde bataille de St Albans (1461), combattant du côté Lancastre. Sa grand-mère Élisabeth Woodville est la fille aînée de Richard Woodville (1er comte Rivers), et de Jacquette de Luxembourg, veuve de Jean de Lancastre, 1er duc de Bedford . Après le mariage de sa grand-mère avec Édouard IV, les membres de sa famille obtiennent des avantages et font des mariages prospères. Le frère d'Elizabeth, John Woodville, à l'âge de vingt ans, épouse Catherine Neville, duchesse douairière de Norfolk, alors dans la soixantaine.
Par Jacquetta de Luxembourg, Dorset descend d'Aliénor d'Angleterre (1215-1275), la fille du roi Jean et Isabelle d'Angoulême, et de plusieurs autres familles royales européennes.
Thomas Grey cherche à épouser en 1483 Anne St Leger (1476-1526), la fille d'Anne d'York, duchesse d'Exeter et son second mari Thomas St Leger. Anne St Leger est déclarée héritière des domaines d'Exeter, mais le mariage n'a pas lieu.
Le jeune Thomas Grey épouse Eleanor St John, une fille d'Oliver St John de Lydiard Tregoze, Wiltshire et de sa femme Elizabeth Scrope, fille d'Henry le Scrope, 4e baron Scrope de Bolton (1418 –1459). Le beau-père de Grey, Oliver St John (mort en 1497) (également connu sous le nom d'Oliver of Ewell) est le fils de Marguerite Beauchamp (c. 1411-1482), l'arrière-arrière-petite-fille de Roger Beauchamp, 1er Lord Beauchamp de Bletso, gardien du château de Devizes, et héritière des domaines de Beauchamp. Après la mort de son premier mari, un autre Oliver St John (mort en 1437), elle épouse Jean Beaufort (1er duc de Somerset) (1404-1444), et a Marguerite Beaufort (1443-1509). Eleanor St John est donc la cousine germaine d'Henri VII.

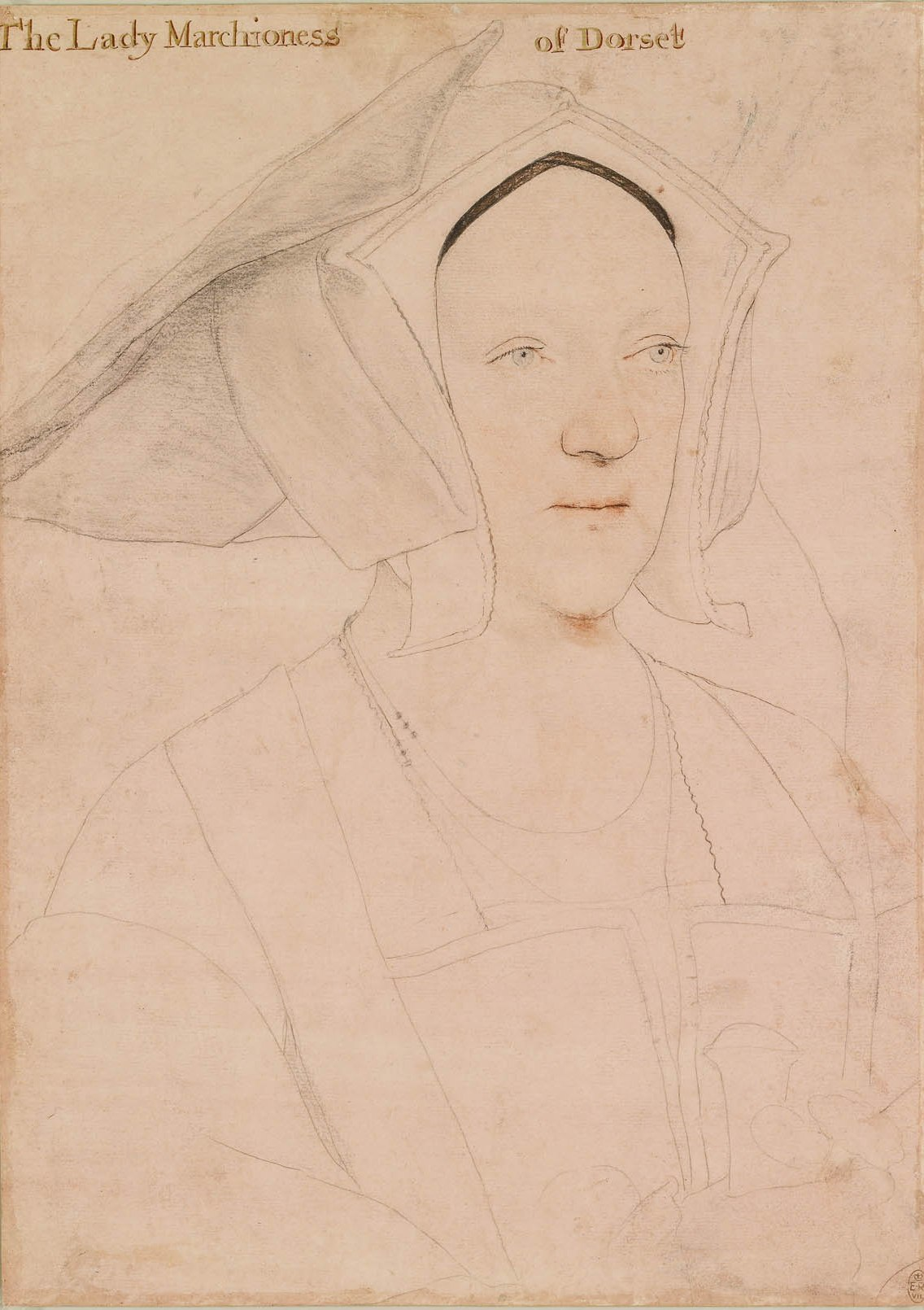
Margaret Grey, marquise de Dorset, par Hans Holbein le Jeune, 1532-35

En 1509, Thomas Gray (maintenant connu sous le nom de Lord Ferrers de Groby) épouse en secondes noces Margaret Wotton (en) (1487-1541), fille de Robert Wotton (c. 1463-1524) de Boughton Malherbe, Kent, et la veuve de William Medley. Elle a deux frères notables, Edward Wotton (1489-1551), trésorier de Calais et Nicholas Wotton (en) (c. 1497-1567), un diplomate qui en 1539 arrange le mariage entre Henri VIII et Anne de Clèves. Avec Margaret, Thomas Grey a quatre fils et quatre filles, dont Henry Grey (1er duc de Suffolk) (1517-1554). Leur fille Elizabeth épouse Thomas Audley, 1er baron Audley de Walden et est la grand-mère de Thomas Howard (1er comte de Suffolk). Sa seconde épouse lui survit et meurt en 1535 ou après.
Son frère cadet Leonard Grey, 1er vicomte Grane (vers 1479-1541) sert comme Lord-lieutenant d'Irlande de 1536 à 1540.
Son fils Henry lui succède comme marquis de Dorset, épouse Frances Brandon, une petite-fille du roi Henri VII, et en 1551 (à la mort de son beau-frère Charles Brandon, 3e duc de Suffolk) devient duc de Suffolk, par voie d'une nouvelle création. La petite-fille de Dorset, Lady Jane Grey est successeur désignée du roi Édouard VI par son testament, et pendant neuf jours en juillet 1553 occupe brièvement le trône d'Angleterre. En 1554, avec les autres fils survivants de Dorset, Lord John Grey (Tudor) (en) et Lord Thomas Grey, Suffolk participe à la Rébellion de Wyatt contre le mariage de Marie avec Philippe d'Espagne et en faveur de Lady Jane Grey. Lorsque cette rébellion échoue, tous les trois sont arrêtés et Suffolk et son frère Thomas sont exécutés comme Lady Jane elle-même et son mari Guilford Dudley. Lord John Grey survit et, en juillet 1603, son plus jeune fils, Henry Grey, est restauré à la Chambre des lords par le roi Jacques Ier sous le titre de baron Grey de Groby.

## Décès
Dorset meurt le 10 octobre 1530 et est enterré dans la collégiale d'Astley dans le Warwickshire. À sa mort, il possède des domaines à Londres et dans seize comtés, représentant plus de cent manoirs, et est l'un des hommes les plus riches d'Angleterre . Sa tombe a été ouverte au début du XVIIe siècle et la mesure de son squelette a suggéré une hauteur de 5 pieds 8 pouces .